# Otto Libal
Otto Libal (* 1. Jänner 1917 in Korneuburg; † 2. April 2015 in Linz) war ein österreichischer Politiker (SPÖ). Libal war von 1962 bis 1978 Abgeordneter zum Österreichischen Nationalrat.
Libal besuchte die Volks- und Hauptschule und trat in den Dienst der Ersten Donau-Dampfschiffahrts-Gesellschaft (DDSG) in Linz ein. Er besuchte eine Fortbildungsschule und die Beamtenfachschule und legte die Beamtenmatura ab. Er arbeitete als Maschinenschlosser bei der DDSG und leistete zwischen 1938 und 1945 seinen Militärdienst ab. 1945 wurde er Mitglied des Zentralbetriebsrates der Donaudampfschiffahrtsgesellschaft in Wien sowie Obmann des Angestelltenbetriebsrates in Linz. Er war zudem Mitglied des Bezirksvorstandes der SPÖ Linz-Stadt und Mitglied des SPÖ Landesparteivorstandes von Oberösterreich. Darüber hinaus engagierte er sich als Vizepräsident der Zentralorganisation der Kriegsopferverbände Österreichs und war Obmann des Kriegsopferverbandes Oberösterreich. Des Weiteren war er als Kuratoriumsmitglied des Schwarzen Kreuzes aktiv. Libal vertrat die SPÖ zwischen dem 14. Dezember 1962 und dem 16. Oktober 1978 im Nationalrat, wobei er sich insbesondere für die Kriegsgeschädigten und deren Familien einsetzte.

## Auszeichnungen
- Großes Goldenes Verdienstzeichen der Republik Österreich